# Gevuina
- Commons
- Wikispecies

Gevuina (aveleira chilena) é um género botânico pertencente à família Proteaceae.